# Dimorphanthera eymae
Dimorphanthera eymae är en ljungväxtart som beskrevs av Herman Otto Sleumer. Dimorphanthera eymae ingår i släktet Dimorphanthera och familjen ljungväxter. Inga underarter finns listade i Catalogue of Life.